# Кэнном, Грег
Грег Кэнном (англ. Greg Cannom; 4 марта 1951, США — 9 мая 2025) — голливудский специалист по созданию грима. Кэнном девять раз номинировался на премию «Оскар» и четыре раза становился обладателем статуэтки. Кроме того, он восемь раз номинировался на премию «Сатурн» и дважды побеждал.
Умер 9 мая 2025 года в возрасте 74 лет.

## Избранная фильмография
- Семь мужей (2011) (постпродакшн) (создатель возрастного грима)[6]
- Загадочная история Бенджамина Баттона (2008) (создатель возрастного грима)
- Вавилон (2006) (создатель возрастного грима для Брэда Питта) (в титрах не указан)
- Дом большой мамочки 2 (2006) (создатель специального грима)
- Шесть демонов Эмили Роуз (2005) (консультант по гриму)
- Жизнь и смерть Питера Селлерса (2004) (художник по специальному гриму)
- Ван Хельсинг (2004) (дизайнер специального грима)
- Девять ярдов 2 (2004) (художник возрастного грима для Кевина Поллака) (в титрах не указан)
- Страсти Христовы (2004) (консультант по гриму)
- Хозяин морей: на краю земли (2003) (художник по специальному гриму для Рассела Кроу)
- Пираты Карибского моря: Проклятие «Чёрной жемчужины» (2003) (художник по специальному гриму)
- Пуленепробиваемый монах (2003) (художник оп протезному гриму) (художник по специальному гриму)
- Поющий детектив (2003) (художник по специальному гриму)
- Игры разума (2001) (дизайнер специального грима)
- Али (2001) (художник по специальному гриму)
- Любимцы Америки (2001) (художник по специальному гриму)
- Обезьянья кость (2001) (художник по специальному гриму)
- Ганнибал (2001) (дизайнер специального грима)
- Никки, дьявол-младший (2000) (художник по возрастному гриму для Дэна Карви)
- Дом большой мамочки (2000) (художник по специальному гриму)
- Двухсотлетний человек (1999) (специальный возрастной грим)
- Свой человек (1999) (художник по специальному гриму для Рассела Кроу)
- Рука-убийца (1999) (художник по специальному гриму)
- Блэйд (1998) (художник по специальному гриму)
- С Земли на Луну (мини-телесериал, 1998) (специальный возрастной грим)
- Дом Франкенштейна (телесериал, 1997) (создатель специального грима)
- Титаник (1997) (специальный грим для пожилой героини Роуз)
- Кулл-завоеватель (1997) (художник по специальному гриму) (создание эффектов)
- Сталь (1997) (дизайнер костюма мистера Сталь)
- Худеющий (1996) (художник по специальному гриму)
- Кукловоды (1994) (художник по специальному гриму)
- Маска (1994) (создатель специального грима)
- Тень (1994) (художник по специальному гриму)
- Миссис Даутфайр (1993) (дизайнер специального грима)
- Человек без лица (1993) (создатель специального грима)
- Хоффа (1992) (дизайнер специального грима)
- Вечно молодой (1992) (художник по специальному гриму)
- Дракула (1992) (художник по специальному гриму)
- Бэтмен навсегда (1992) (художник по специальному гриму) (дизайнер руки человека-пингвина) (в титрах не указан)
- Чужой 3 (1992) (художник по специальному гриму: Лос-Анджелес)
- Капитан Крюк (1991) (художник по специальному гриму)
- Звёздный путь 6: Неоткрытая страна (1991) (специальный грим для инопланетных собак)
- Кикбоксер 2: Дорога назад (1991) (художник по специальному гриму)
- Горец 2: Оживление (1991) (художник по специальному гриму)
- Подвиды (1991) (художник по специальному гриму)
- Открытки с края бездны (1990) (художник по специальному гриму для Ширли Маклейн) (в титрах не указан)
- Изгоняющий дьявола 3 (1990) (создатель специального грима)
- Коматозники (1990) (художник по специальному гриму) (в титрах не указан)
- Дик Трейси (1990) (специальный грим) (в титрах не указан)
- Байки из склепа (создатель специального грима) (2 эпизода, 1990) (художник по специальному гриму) (2 эпизода, 1989—1990)
- Киборг (1989) (художник по специальному гриму)
- Монстры (художник по специальному гриму) (1 эпизод, 1989)
- Ночь страха 2 (1988) (создатель специального грима для героев «Louie» и «Bocworth»)
- Коротышка — большая шишка (фильм) (1988) (художник по специальному гриму)
- Пропащие ребята (1987) (художник по специальному гриму)
- Оборотень (телесериал, 1987) (художник по специальному гриму)
- Кошмар на улице Вязов 3: Воины сна (1987) (специальный грим для некоторых эпизодов)
- Вамп (1986) (художник по специальному гриму)
- Amazing Stories (художник по специальному гриму) (1 эпизод, 1985) (художник по специальному гриму) (1 эпизод, 1985)
- Кокон (1985) (художник по специальному гриму)
- Бегство от сна (1984) (художник по специальному гриму)
- Michael Jackson’s Thriller (1983) (художник по специальному гриму)
- Меч и колдун (1982) (художник по специальному гриму)
- Невероятно уменьшившаяся женщина (1981) (художник по специальному гриму)
- Вой (1981) (художник по специальному гриму)
- Оно живо снова (1978) (художник по специальному гриму) (ассистент Рика Бэйкера)
- Ярость (1978) (ассистент художника по специальному гриму)
- Расплавленный (1977) (ассистент художника по специальному гриму)
- Hot Tomorrows (1977) (художник по специальному гриму)

## Награды и номинации
| Категория                                                 | Год     | Фильм / телесериал                                   | Итог      |
| «Оскар»                                                   | «Оскар» | «Оскар»                                              | «Оскар»   |
| --------------------------------------------------------- | ------- | ---------------------------------------------------- | --------- |
| Лучший грим                                               | 1992    | «Капитан Крюк»                                       | Номинация |
| Лучший грим                                               | 1993    | «Дракула»                                            | Награда   |
| Лучший грим                                               | 1993    | «Хоффа»                                              | Номинация |
| Лучший грим                                               | 1994    | «Миссис Даутфайр»                                    | Награда   |
| Лучший грим                                               | 1996    | «Соседи по комнате»                                  | Номинация |
| Лучший грим                                               | 1998    | «Титаник»                                            | Номинация |
| Лучший грим                                               | 2000    | «Двухсотлетний человек»                              | Номинация |
| Лучший грим                                               | 2002    | «Игры разума»                                        | Номинация |
| Премия за научно-технические достижения                   | 2005    |                                                      | Награда   |
| Лучший грим                                               | 2009    | «Загадочная история Бенджамина Баттона»              | Награда   |
| Лучший грим и причёски                                    | 2019    | «Власть»                                             | Награда   |
| «Сатурн»                                                  |         |                                                      |           |
| Лучший грим                                               | 1988    | «Пропащие ребята»                                    | Номинация |
| Лучший грим                                               | 1993    | «Дракула»                                            | Номинация |
| Лучший грим                                               | 1995    | «Маска»                                              | Номинация |
| Лучший грим                                               | 1997    | «Худеющий»                                           | Номинация |
| Лучший грим                                               | 1999    | «Блэйд»                                              | Номинация |
| Лучший грим                                               | 2002    | «Ганнибал»                                           | Награда   |
| Лучший грим                                               | 2005    | «Ван Хельсинг»                                       | Номинация |
| Лучший грим                                               | 2009    | «Загадочная история Бенджамина Баттона»              | Награда   |
| BAFTA                                                     |         |                                                      |           |
| Лучший грим                                               | 1994    | «Дракула»                                            | Номинация |
| Лучший грим                                               | 1995    | «Маска»                                              | Номинация |
| Лучший грим                                               | 1995    | «Миссис Даутфайр»                                    | Номинация |
| Лучший грим                                               | 2019    | «Власть»                                             | Номинация |
| «Эмми»                                                    |         |                                                      |           |
| Outstanding Individual Achievement in Makeup for a Series | 1995    | «Земля 2» (телесериал) для эпизода «After The Thaw»  | Номинация |
| Outstanding Makeup for a Miniseries, Movie or a Special   | 1998    | «С Земли на Луну» (телесериал)                       | Номинация |
| Outstanding Makeup for a Series (Non-Prosthetic)          | 2006    | «Уилл и Грейс» (телесериал) для эпизода «The Finale» | Номинация |
| Hollywood Makeup Artist and Hair Stylist Guild Awards     |         |                                                      |           |
| Best Special Effects Makeup — Feature                     | 2000    | «Двухсотлетний человек»                              | Награда   |
| Best Special Effects Makeup — Feature                     | 2002    | «Ганнибал»                                           | Номинация |
| Best Makeup — Television Mini-Series/Movie of the Week    | 2003    | «Глисон» (ТВ)                                        | Награда   |
| Международный кинофестиваль в Каталонии                   |         |                                                      |           |
| Лучшие спецэффекты                                        | 1994    | «Маска»                                              | Награда   |